# Коронита (Калифорнија)
Коронита (енгл. Coronita) насељено је место без административног статуса у америчкој савезној држави Калифорнија.

## Демографија
По попису из 2010. године број становника је 2.608.
| Група             | 2000.    | 2010.         |
| Белци             | 0 (0,0%) | 1.035 (39,7%) |
| Афроамериканци    | 0 (0,0%) | 38 (1,5%)     |
| Азијати           | 0 (0,0%) | 108 (4,1%)    |
| Хиспаноамериканци | 0 (0,0%) | 1.349 (51,7%) |
| Укупно            | 0        | 2.608         |